# Anke Erlank
Anke Erlank (* 28. Juli 1977 in Kapstadt) ist eine ehemalige südafrikanische Radrennfahrerin und Weltmeisterin im Cross-Triathlon (2001).

## Werdegang
Als 18-Jährige startete Anke Erlank im November 1995 bei der Triathlon-Weltmeisterschaft in Mexiko und belegte bei den Juniorinnen den 19. Rang.
1999 gewann Erlank die US-amerikanische Tour de Toona. Im Februar 2000 wurde sie auf der Triathlon-Langdistanz hinter Paula Newby-Fraser Zweite beim Ironman South Africa (3,86 km Schwimmen, 180,2 km Radfahren und 42,195 km Laufen).
2001 wurde sie auf Hawaii Xterra-Weltmeisterin im Cross-Triathlon und 2004 wurde sie bei den Xterra Czech Championships Vize-Europameisterin.
2004 und 2005 holte sie sich in Südafrika jeweils den Titel im Einzelzeitfahren. Ebenfalls 2005 errang sie zwei afrikanische Meistertitel – im Einzelzeitfahren und im Straßenrennen. Seit 2005 ist Erlank nicht mehr international in Erscheinung getreten.

## Sportliche Erfolge
| Datum/Jahr    | Rang | Wettbewerb                           | Austragungsort | Zeit     | Bemerkung                            |
| ------------- | ---- | ------------------------------------ | -------------- | -------- | ------------------------------------ |
| 1. Juli 2004  | 2    | Xterra Czech Championships           | Hlubòka        | 02:40:14 | Vize Europameisterin Cross-Triathlon |
| 22. Okt. 2001 | 1    | Xterra Triathlon World Championships | Maui           | 03:00:59 | Xterra-Weltmeisterin Cross-Triathlon |

| Datum/Jahr    | Rang | Wettbewerb                                    | Austragungsort | Zeit     | Bemerkung                        |
| ------------- | ---- | --------------------------------------------- | -------------- | -------- | -------------------------------- |
| 5. Feb. 2000  | 2    | Ironman South Africa                          | Kapstadt       | 10:20:03 | Zweite hinter Paula Newby-Fraser |
| 12. Nov. 1995 | 19   | ITU Triathlon World Championship Junior Women | Cancún         | 02:19:11 |                                  |

(DNF – Did Not Finish)

## Teams
- 1999 Timex
- 2000 Autotrader.com
- 2001, 2002 Saturn Cycling Team